# Granica brytyjsko-irlandzka

Przebieg granicy

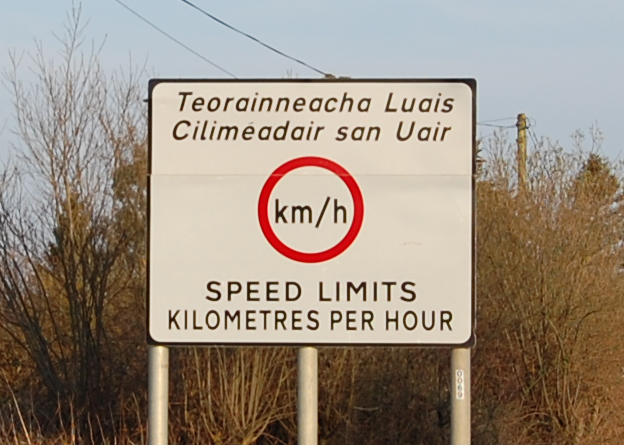
Znak ostrzegający kierowców przekraczających granicę o zmianie miary prędkości z mph (brytyjskiego) na km/h (irlandzkiego)

Granica brytyjsko-irlandzka (irl. Teorainn Éireannach) – granica międzypaństwowa pomiędzy Irlandią i Wielką Brytanią.
Granica rozpoczyna się na północnym krańcu wyspy w Lough Foyle, kończy się na wschodzie, nad Morzem Irlandzkim w Carlingford Lough. Jest to jedyna granica lądowa Wielkiej Brytanii i Irlandii. Granica jest otwarta, chociaż oba państwa nie należą do strefy Schengen.

## Ustanowienie
Granica została stworzona w 1921 przez Parlament Brytyjski na podstawie Government of Ireland Act z 1920, który wprowadzał w Irlandii rządy autonomiczne z dwoma parlamentami: Irlandii Południowej i Irlandii Północnej. Sześć z trzydziestu dwóch hrabstw irlandzkich zostało przyłączonych do Irlandii Północnej, zaś z reszty stworzono Irlandię Południową. Traktat angielsko-irlandzki z grudnia 1921 tworzył Wolne Państwo Irlandzkie. Granica pomiędzy Wielką Brytanią i Irlandią stała się granicą międzynarodową w grudniu 1922, gdy Wolne Państwo Irlandzkie uzyskało niepodległość.

## Hrabstwa przygraniczne

### Irlandia Północna
- Londonderry
- Tyrone
- Fermanagh
- Armagh
- Down

### Republika Irlandii
- Donegal
- Leitrim
- Cavan
- Monaghan
- Louth